# Jean de Montluc de Balagny
Jean de Monluc de Balagny (ur. ok. 1545, zm. 1603) – syn Jeana de Monluca, marszałek Francji.
Początkowo był zagorzałym członkiem Ligi Katolickiej, ale potem stał się posłuszny królowi Henrykowi IV Burbonowi. Pogodził się z królem dzięki żonie Renée de Clermont d’Amboise, córce Jacques’a de Clermonta Amboise. Dzięki temu otrzymał księstwo Cambrai i w 1594 został marszałkiem Francji.